# Gabrielle Ristori
Pour les articles homonymes, voir Ristori.
Gabrielle Ristori, née Geneviève Françoise Ristori le 26 juillet 1899 à Paris et morte le 21 avril 1988 dans la même ville, est une danseuse, chanteuse d'opérette et actrice de cinéma française.

## Biographie
Elle triomphe dans L'Auberge du Cheval-Blanc dans le rôle de Josépha à partir du 1er octobre 1932 à Mogador avec Georges Milton, Fernand Charpin, André Goavec, Rose Carday, Monette Dinay, Robert Allard, Hélène Regelly et Jean Paqui pour une première série de 700 représentations.

## Opérettes et comédies musicales
- 1925 : Bouche à Bouche, opérette en 3 actes d'André Barde, musique de Maurice Yvain à l'Apollo[2].
- 1926 : La Bayadère, opérette en trois actes de Pierre Veber, lyrics de Marcel Bertal et Louis Maubon, musique d' Emmerich Kalman, adaptation française au théâtre Mogador[3].
- 1926 : No, No, Nanette adaptation française au théâtre Mogador
- 1927 : Un bon garçon, opérette en 3 actes, livret d'André Barde, musique de Maurice Yvain, 1re représentation au Théâtre des Nouveautés, 13 novembre 1926[4].
- 1929 : Elle est à vous, opérette en 3 actes, livret d'André Barde, musique de Maurice Yvain, 1re représentation au Théâtre des Nouveautés, 22 janvier 1929[5] (350 représentations).
- 1929 : Kadubec, opérette en 3 actes d'André Barde, musique de Maurice Yvain au théâtre des Nouveautés[6],[7] (225 représentations).
- 1930 : Pépé d'André Barde, musique de Maurice Yvain au Théâtre Daunou[8].
- 1931 : Encore cinquante centimes d'André Barde, musique de Maurice Yvain et Henri Christiné, création  au théâtre des Nouveautés[9] (200 représentations).
- 1932 : Xantho chez les courtisanes, texte de Jacques Richepin ; musique de Xavier Leroux, mise en scène de Cora Laparcerie, avec Arletty au théâtre des Nouveautés[10].
- 1932 : L'Auberge du Cheval-Blanc, adaptation française au théâtre Mogador, le 1er octobre 1932, livret de Lucien Besnard, lyrics de René Dorin[11].
- 1937 : Le Chant du tzigane, opérette d'Otto Harbach, adaptation française d'André Mouëzy-Éon, musique de Sigmund Romberg au théâtre du Châtelet[12]
- 1942 : Trois valses, reprise à Monte-Carlo, Nice et Lyon avec Robert Vidalin[13]

...
- 1961 : La Belle de Paris, opéra ballet-bouffe, composition musicale de Georges Van Parys ; paroles de Louis Ducreux ; livret de Jean-Jacques Etchevery, Théâtre de l'Opéra-Comique - 09-02-1961

## Discographie
- Mais je l'aime encore, 1938, Le Poste Parisien, de l'opérette Là-haut, en duo avec Maurice Chevalier
- Les Mousquetaires au couvent, 1957, Decca, lire en ligne sur Gallica
- Rêve de valse, 1958, Decca, lire en ligne sur Gallica

## Filmographie
- 1921 : Mathias Sandorf

## Source
: document utilisé comme source pour la rédaction de cet article.
- Comoedia